# Polyura epigenes
Espèce
Polyura epigenes est une espèce de lépidoptères (papillons) de la famille des Nymphalidae et de la sous-famille des Charaxinae. 

## Dénomination
Polyura epigenes a été décrit par Frederick DuCane Godman et Osbert Salvin en 1888, sous le nom initial de Charaxes epigenes.
Synonyme : Eulepis epigenes ; Rothschild & Jordan, 1898.

### Sous-espèce
Polyura epigenes bicolor, Turlin & H.Sato, 1995 ; présent sur l'ile Malaita.

## Écologie et distribution
Polyura epigenes est présent à Guadalcanal aux Salomon.

### Protection
Pas de statut de protection particulier.